# 漢娜的失序人生
《漢娜的失序人生》（英語：Hannah）是一部於2017年上映的義大利劇情片。該片由安迪亞·帕勞洛執導。它第74屆威尼斯影展以主競賽單元放映。在影展上，夏綠蒂·蘭普琳贏得威尼斯影展最佳女演員獎。

## 角色
- 夏綠蒂·蘭普琳 飾 漢娜
- 安德烈·威姆斯（英语：André Wilms） 飾 漢娜丈夫
- 盧卡·艾華隆 飾 艾伯特
- 简·贝尔萨兹 飾 克里斯
- 法图·特拉奥雷 飾 影院老師
- 杰西卡·范汉 飾 隧道打架女子
- 安布拉·马蒂奥利 飾 歌手

## 反響
汇总媒体網站爛番茄收集的21篇專業影評文章中，「新鮮度」為90%，平均得分7.2分（滿分10分）。

## 外部鏈接
- 互联网电影数据库（IMDb）上《漢娜的失序人生》的资料（英文）